# Conrad van de Weetering
Conrad van de Weetering (Den Haag, 21 maart 1929 – Amsterdam, 16 oktober 2017) was een Nederlandse balletdanser, schrijver, vertaler en dichter.

## Balletdanser
Tijdens zijn carrière als balletdanser heeft Conrad van de Weetering voor de volgende balletgezelschappen gedanst:
- 1949 – 1951: Ballet Recital I
- 1952 – 1954: Ballet Recital II
- 1954 – 1960: Het Nederlands Ballet
- 1961 – 1967: Het Nationale Ballet

Bij Het Nederlands Ballet en Het Nationale Ballet danste Conrad van de Weetering als solist.
Hoewel zijn carrière als professioneel balletdanser eindigde in 1967, bleef Conrad van de Weetering zijn hele leven nauw betrokken bij de danswereld. Het gaat daarbij in de eerste plaats om een aantal balletboeken dat hij schreef. 
Verder heeft Conrad van de Weetering een aantal dansboeken en toneelstukken vertaald. Hij vertaalde o.a. drie toneelstukken van Luigi Pirandello.
Daarnaast was hij actief als choreograaf en hij was een paar keer te zien als figurant bij De Nederlandse Opera. Zo is bekend dat hij nog in 1989 figureerde in de productie De materie van De Nederlandse Opera.

## Dichter
Behalve in de balletwereld genoot Conrad van de Weetering ook enige bekendheid binnen de poëziewereld bij een select groepje liefhebbers. In veel van zijn gedichten is zijn balletachtergrond terug te vinden. Een aantal van zijn gedichten over dans werd gebundeld in een uitgave met de titel Dansgedichten (2017).
Conrad van de Weetering trad als dichter vaak op tijdens het maandelijks OBA Open Podium in de Openbare Bibliotheek Amsterdam.